# Gmina Potok Górny
Die Gmina Potok Górny ist eine Landgemeinde im Powiat Biłgorajski der Woiwodschaft Lublin in Polen. Ihr Sitz ist das gleichnamige Dorf mit mehr als 1300 Einwohnern.

## Gliederung
Zur Landgemeinde Potok Górny gehören folgende Ortschaften mit einem Schulzenamt:
Dąbrówka
Jasiennik Stary
Jedlinki
Kolonia Malennik
Lipiny Dolne
Lipiny Górne-Borowina
Lipiny Górne-Lewki
Naklik
Potok Górny I
Potok Górny II
Szyszków
Zagródki
Ein weiterer Ort der Gemeinde ist Lipiny Dolne-Kolonia.

## Persönlichkeiten
- Czesław Czechyra (* 1954), polnischer Politiker (PO).